# Ophiophycis
Genre
Ophiophycis est un genre d'ophiures de la famille des Astrophiuridae. 

## Liste d'espèces
Selon World Register of Marine Species (2 mars 2019) :
- Ophiophycis gloriensis Guille & Vadon, 1986
- Ophiophycis gracilis Mortensen, 1933
- Ophiophycis guillei Vadon, 1991
- Ophiophycis johni McKnight, 2003
- Ophiophycis mirabilis Koehler, 1901
- Ophiophycis richardi McKnight, 2003

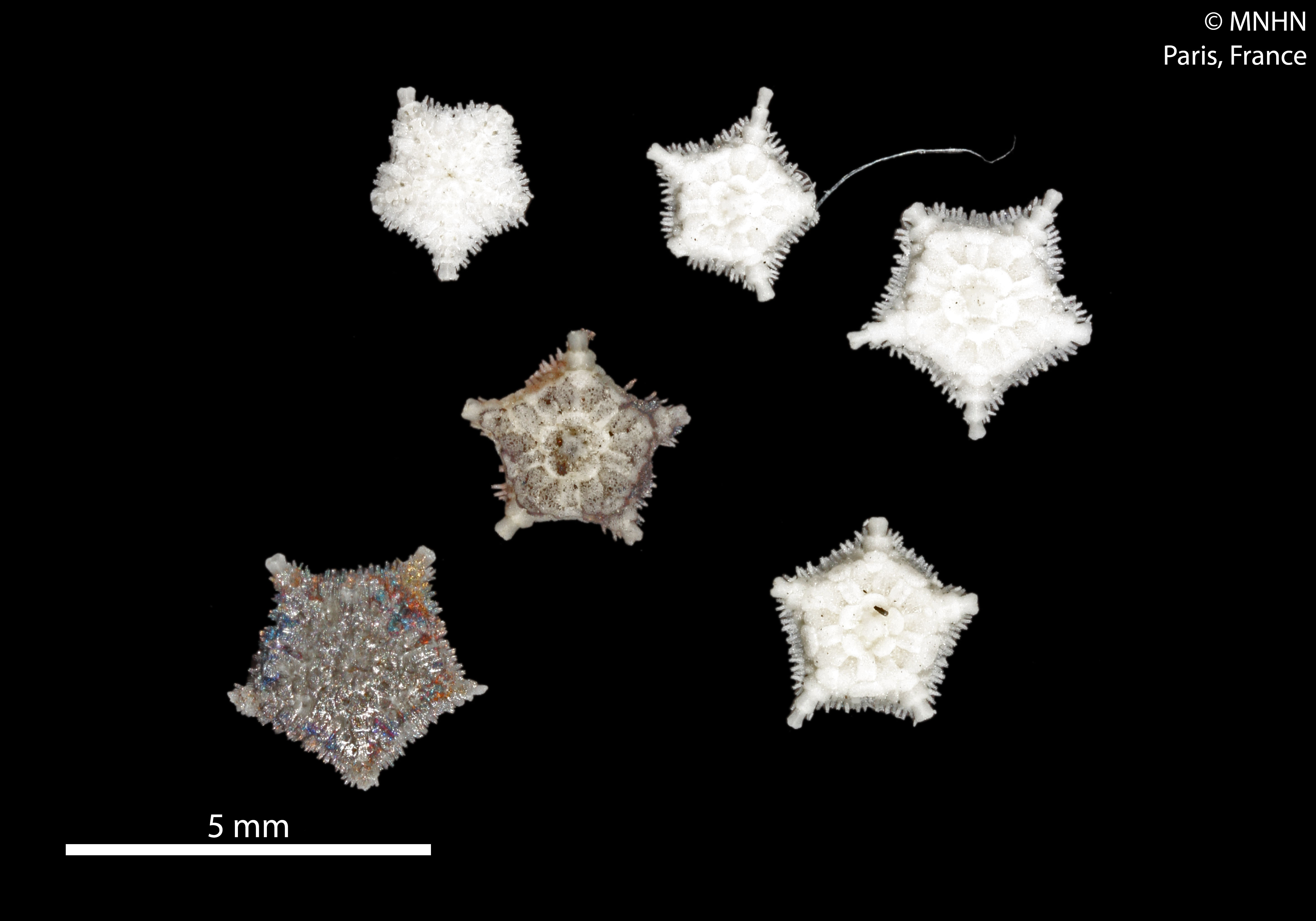
Ophiophycis gloriensis
Ophiophycis gracilis